# Antonina Fedorivna Prykhotko
Antonina Fedorivna Pryhotko (sinh ngày 29 tháng 4 năm 1906 tại Pyatigorsk, vùng Tersk, nay là Liên bang Nga - mất ngày 29 tháng 9 năm 1995 tại Kiev) là một nhà vật lý người Liên Xô gốc Ukraina, một trong những chuyên gia vĩ đại nhất trong lĩnh vực vật lý tinh thể phi kim loại. Bà là tiến sĩ khoa học vật lý và toán học, giáo sư, viện sĩ Viện Hàn lâm Khoa học CHXHCNXV Ukraina, Nhà khoa học danh dự của Liên Xô, người đoạt Giải thưởng Lênin và danh hiệu Anh hùng Lao động xã hội chủ nghĩa.

## Tiểu sử
Antonina Fedorivna Prykhodko sinh ra ở Pyatigorsk vào năm 1906. Sau khi tốt nghiệp trung học phổ thông vào năm 1923, bà theo học tại phân khoa vật lý và kỹ thuật của Học viện Bách khoa Leningrad. Khi còn là sinh viên năm thứ ba, dưới sự hướng dẫn của Ivan Vasyliovych Obreimov, bà bắt đầu tham gia vào công việc khoa học tại Viện Vật lý và Công nghệ Leningrad thuộc Viện Hàn lâm Khoa học Liên Xô.
Sau khi tốt nghiệp năm 1929, A.F. Prykhodko công tác với vai trò cộng tác viên nghiên cứu tại Viện Vật lý và Kỹ thuật Leningrad, và vào năm 1930, bà cùng với một nhóm các nhà khoa học trẻ chuyển đến Kharkiv để gia nhập Viện Vật lý và Kỹ thuật Ukraina lúc này mới được thành lập, sau đó bà làm việc tại đây cho đến năm 1941.
Từ năm 1927-1929, I.V. Obreimov đã tiến hành những nghiên cứu tiên phong về quang phổ hấp thụ của các tinh thể phân tử được làm lạnh ở nhiệt độ thấp. Lần đầu tiên, sử dụng ví dụ về tinh thể azobenzen đã chứng minh được rằng việc làm lạnh sâu các tinh thể phân tử dẫn đến sự xuất hiện của một số lượng lớn các dải hẹp trong quang phổ của chúng, có thể được nhóm thành một chuỗi, tương tự như chuỗi trong quang phổ của các phân tử tự do tương ứng. Những nghiên cứu này là sự khởi đầu cho một hướng đi mới trong quang phổ học - quang phổ nhiệt độ thấp của tinh thể phân tử — và được tiếp tục bởi I.V. Obreimov and A.F. Prykhodko ở Kharkov.
Các kết quả khoa học quan trọng nhất mà A.F. Prykhotko thu được vào cuối những năm 1940 liên quan đến việc phát hiện ra các đa tuyến băng được phân cực rõ rệt trong các phổ hấp thụ của các tinh thể phân tử (như naphthalene, anthracene, benzene, naphthacene và các tinh thể khác) theo các hướng tinh thể học, thứ không tồn tại trong phổ của các phân tử tự do. Những nghiên cứu này là cơ sở thực nghiệm cho lý thuyết của O.S. Davydov về trạng thái exciton trong tinh thể phân tử.
Phát hiện của A.F. Prykhotko and O.S. Davydov về exciton, những kích thích tập thể đặc trưng cho trạng thái tinh thể của vật chất phát sinh dưới tác động của kích thích điện từ, là một trong những thành tựu quan trọng nhất của quang phổ học chất rắn, có ảnh hưởng tới toàn bộ sự phát triển của ngành vật lý chất rắn.
Bà qua đời ngày 29 tháng 9 năm 1995, thọ 90 tuổi. Bà được chôn cất tại nghĩa trang Baikovo cùng gia đình.

### Gia đình
Chồng của bà là nhà vật lý hạt nhân, nhà thí nghiệm, viện sĩ Viện Hàn lâm Khoa học Cộng hòa Xã hội chủ nghĩa Xô viết Ukraina Oleksandr Leypunskyi (1903-1972). Con gái bà là nhà khảo cổ học Nina Leipunska (1930-2008). Cháu trai của bà là nhà vật lý Yury Reznikov (1953–2016).

## Hoạt động khoa học và sư phạm
Các nghiên cứu của A.F. Prykhodko ảnh hưởng to lớn tới việc phát triển sản xuất thiết bị điều lạnh tại Viện Vật lý thuộc Viện Hàn lâm Khoa học Cộng hòa Xã hội chủ nghĩa Xô viết Ukraina. Lần đầu tiên, dưới sự lãnh đạo của bà, các thiết bị điều lạnh bằng kim loại đã được phát triển và sản xuất tại viện, đi vào hoạt động trong phòng thí nghiệm, gần như thay thế các máy điều lạnh bằng thủy tinh.
A.F. Prikhotko đã hướng dẫn một số lượng lớn các phó tiến sĩ và tiến sĩ khoa học, trong đó có ba người đã trở thành thành viên và thành viên thông tấn của Viện Hàn lâm Khoa học Quốc gia Ukraina.
A.F. Prihotko là tác giả và đồng tác giả của khoảng 150 công trình khoa học, hai chuyên khảo.

## Giải thưởng
Năm 1948, bà được bầu làm thành viên thông tấn, và vào năm 1964 là Viện sĩ của Viện Hàn lâm Khoa học Cộng hòa Xã hội chủ nghĩa Xô viết Ukraina. Năm 1966, bà đã được trao tặng danh hiệu Nhà khoa học danh dự của CHXHCNXV Ukraina. Bà được tặng danh hiệu Anh hùng Lao động xã hội chủ nghĩa, được tặng thưởng Huân chương Lênin, Huân chương Cờ đỏ Lao động và nhiều huy chương khác.

## Tưởng niệm
Từ năm 2000, Viện Hàn lâm Khoa học Quốc gia Ukraina đã trao giải thưởng mang tên A.F. Prykhotko cho các công trình xuất sắc trong lĩnh vực vật lý laser, quang học và tinh thể học.
Năm 2021, Antonina Fedorivna cùng 12 nhà khoa học nữ nổi tiếng nhất Ukraina đã được chọn là một trong những gương mặt của dự án nghệ thuật giáo dục "Khoa học — đây là cô ấy" từ tổ chức phi chính phủ STEM is FEM với sự hỗ trợ của các tổ chức quốc tế Phụ nữ Liên Hợp Quốc ở Ukraina và Quỹ Nhi đồng Liên Hợp Quốc ở Ukraina. Các bức chân dung cách điệu của các nhà khoa học này đã được phổ biến rộng rãi như là một phần của dự án.